# Calvaire Saint-Marc
Le Calvaire des Quatre-Évangélistes ou Calvaire Saint-Marc, est situé au lieu-dit "Saint-Marc" à Pleucadeuc dans le Morbihan.

## Historique
La chapelle et le calvaire sont situés sur la ligne de crête formée de grès armoricain, à la limite de Pleucadeuc et Saint-Congard. La chapelle était sous le vocable des Quatre-Évangélistes, lesquels sont sculptés sur le calvaire, mais, progressivement l'habitude a été prise  d'y substituer le nom de l'un des quatre Évangélistes : saint Marc. En 1896 l'ancienne chapelle, en forme de croix latine, qui menaçait ruine fut rasée et le recteur de Pleucadeuc en fit construire une neuve en 1902. Le calvaire, dont Louis Rosenzweig a fourni une description en 1863 dans son Répertoire archéologique du département du Morbihan (elle était placée au pied de vieux ifs, dans le cimetière entourant la chapelle), fut restauré, mais installé à un autre emplacement.
Construit fin XVe siècle ou début XVIe siècle, le calvaire fut restauré et déplacé en 1896.
Le dimanche précédent la fête de saint Marc se tenait, à la chapelle de Saint-Marc, l'Assemblée : « le clergé de Pleucadeux venait y chanter les vêpres (...). Dans la lande étaient dressés des cabarets en plein vent. (...) Le jour de la saint Marc, le 25 avril, quatre paroisses, croix et clergé en tête, escaladaient la montagne des Quatre-Évangélistes : Malestroit, Missiriac, Pleucadeuc et Saint-Laurent, cele-ci après avoir franchi l'Oust au bac d'Eva. Chaque paroisse entendait une messe (...). Le lendemain 26 avril avait lieu sur la lande une des plus grandes foires du pays. Les animaux y étaient conduits nombreux, les marchands venaient souvent de loin. C'était aussi une foire « de gagerie » : les jeunes gens des deux sexes qui cherchaient une place devaient, comme signe particulier, porter à la main une baguette de houx ». La dernière foire de Saint-Marc se tint le 26 avril 1938.
Le calvaire fait l'objet d’une inscription au titre des monuments historiques depuis le 3 novembre 1927.

## Architecture
Le calvaire se compose d'un piédestal et d'une colonne dont les quatre côtés sont sculptés. Le sommet se présente sous la forme d'un Quatre-feuilles qui présente les symboles des quatre Évangélistes. Le fût est orné de feuilles de chêne. Dans des niches, sont présentées des sculptures des quatre Évangélistes, le Bon Pasteur, saint Jacques, saint Pierre et saint Paul.

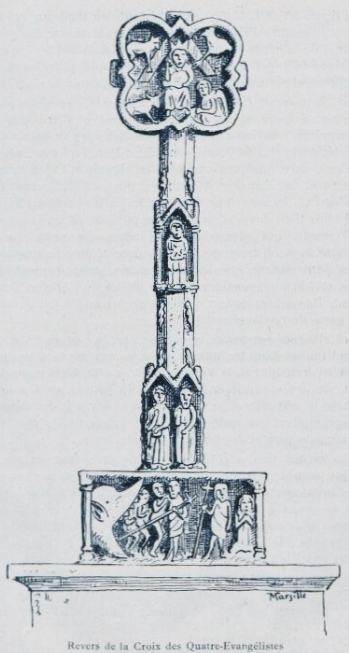
Pleucadeuc ː le revers de la "Croix des Quatre-Évangélistes" ou "Calvaire Saint-Marc" (dessin).
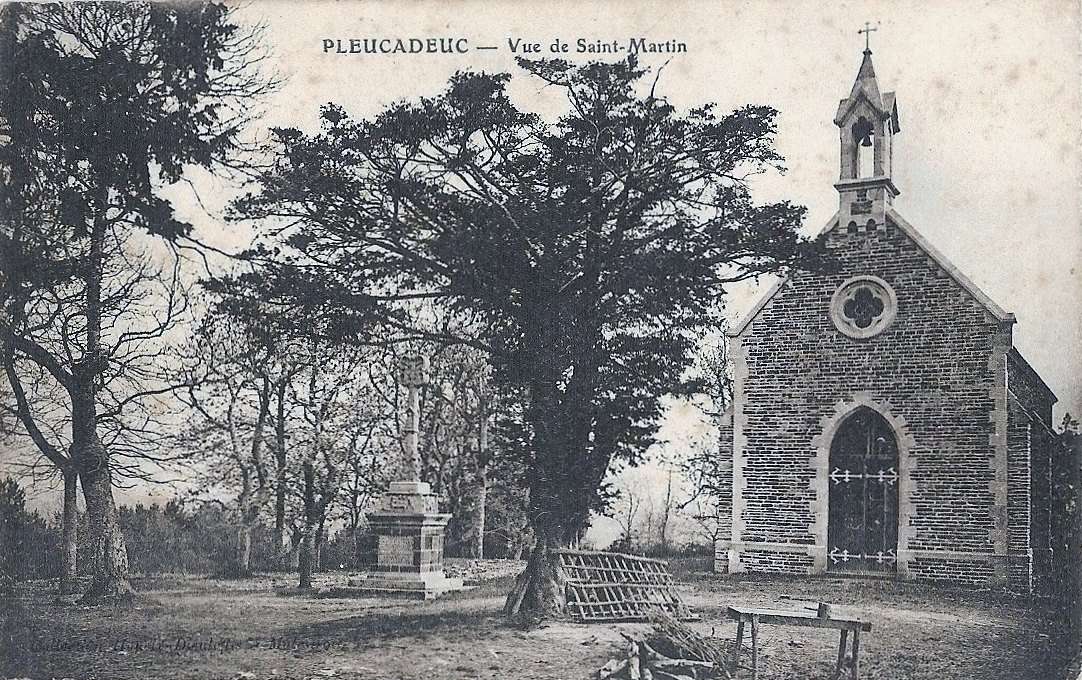
Chapelle et calvaire Saint-Marc vers 1910 (carte postale).

Les bas-reliefs du socle du calvaire représentent sur le devant la Mise au tombeau, sur le côté gauche la Descente de Croix, sur le côté droit la Résurrection et au revers la Descente aux Limbes et le Noli me tangere'.